# Jozef Tiso

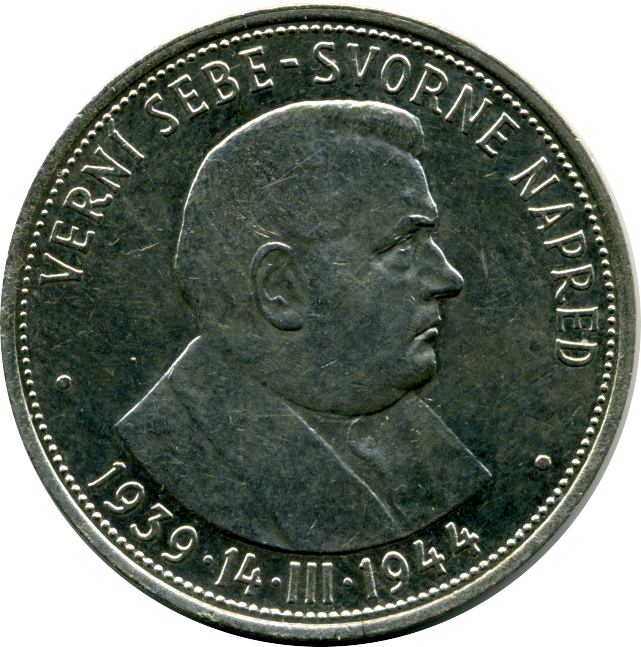
Chipul lui Jozef Tiso pe moneda de 50 de coroane emisă de Prima Republică Slovacă la aniversarea a 5 ani de la înfiinţare

Monseniorul Jozef Tiso Th. D. (n. 13 octombrie 1887 – d. 18 aprilie 1947) a fost un politician slovac al Partidului Popular Slovac și preot romano-catolic.

## Biografie
A ajuns membru în parlamentul Cehoslovaciei, apoi în guvernul cehoslovac și, în final, președinte al Primei Republici Slovace (care a existat în perioada 1939 - 1945).
La sfârșitul celui de-al Doilea Război Mondial, Tiso a fost judecat de autoritățile cehoslovace, condamnat la moarte și executat prin spânzurare.